# NGC 678
NGC 678 (również PGC 6690 lub UGC 1280) – galaktyka spiralna z poprzeczką (SBb), znajdująca się w gwiazdozbiorze Barana. Odkrył ją William Herschel 15 września 1784 roku.